# 多摩川精機
多摩川精機株式会社（たまがわせいき、英: TAMAGAWA seiki Co.,Ltd ）は、長野県飯田市に本社を置く、センサー・モーター・航空・宇宙・防衛関連の製造を行う精密機器メーカーである。
戦前より続く航空宇宙防衛関連の精密機器や、モーター、センサーの生産、開発を行う。社員の3割以上が技術・開発職という技術者集団である。

## 概説
1938年、東京市蒲田区にて、萩本博市が当時勤務していた会社を独立するという形で創設された。創設後まもなく、当時の政策による軍需工場の疎開による分散化と同時に、当時農業中心であった飯田地方を発展させるため、萩本の地元である長野県飯田市に飯田工場（現在の本社・第一事業所）を開設する。その後、現在でも飯田市を中心とした地域と、1991年からは同じく地域振興のため青森県八戸市を拠点としている。地元企業の海外進出が著しい時期に発した「海外不進出宣言」によって、地域密着、地域振興を会社創立当初からの目的として活動を行ない、現在も飯田市を中心に行われている「地域ぐるみ運動」の中核を担い、また飯田市と地域振興に関するパワーアップ協定を交わし、地域密着起業として活動を行なっている。
創立当初は製品のほぼすべてが軍需であったが、戦後オリジナルのタッピングマシーンを筆頭に技術開発を進め、現在は売上の多くを民需製品が占める。特に角度検出分野に強く、巻き線によって絶対位置を測定するレゾルバではアルマ望遠鏡をはじめとした望遠鏡等宇宙開発分野でも使われる、実力値0.030"rmsという非常に高い精度で高信頼性の角度検出システムや、ハイブリッドカーに不可欠の角度センサーの分野ではVRレゾルバ（商品名シングルシン）ですべてのハイブリッドカーのメーカに採用され、2007年3月現在、世界シェア100%を誇る。
経営はほぼ一族経営の世襲、株式は非公開で安定した経営を目指すとされる。

## 拠点
本社・第一事業所長野県飯田市大休1897。古くからの街道筋「大平街道」の街道筋の斜面にある。主に航空宇宙・防衛関連の製品の製作を行う。斜面にあり、街道を上っていくと、道を間違えたのかと不安になるほど山の付け根にあり、現在は開発が進み住宅があるが、開設当初は本当に山奥だった。これは、当時山による気流の乱れを利用して、爆撃機戦闘機が近寄れないようにするため、このような場所に創設されたという。（後付では、創始者の生まれた土地が見えるからといった説明もされる）創立当初から70年近く使われ続けている木造の古い学校のような平屋の建物が今も現役で使われており、その奥に立つビルが、駆け上がるのが厳しいほどの斜面に立つ光景は、みるものにある種の感慨を抱かせるものだという。研究開発設計部門としてスペーストロニックス研究所を持つ。
第二事業所長野県飯田市にある、旧三協精機製作所（現在のニデックインスツルメンツ）が撤退した跡地を飯田市の要請で買い取り、開設した。民需製品、主にモーターや、自動車用VRレゾルバの生産を担う。研究開発設計部門として、モータートロニックス研究所を持つ。
第三事業所長野県下伊那郡松川町にある。旧横河エレクトロニクス・マニファクチャリングの跡地を同町の要請で買い取り、開設した。主に自動車搭載用の部品を生産する。
八戸事業所青森県八戸市にある。主に制御用装置を生産する。研究開発設計部門として、モーションコントロール研究所を持つ。
東京事務所飯田市に移転する前の本社。営業などの拠点のほか、スペーストロニックス研究所、東京技術開発センターを持ち、空間安定機能を持つジャイロアンテナ、ジャイロカメラに使われる雲台、商品名「アトラス」シリーズの開発を担う。
名古屋技術開発センタースペーストロニックス研究所の一つ。航空機用ポンプ等の研究開発を行う。
そのほか、営業を担当する多摩川精機販売株式会社の東京、神奈川、名古屋、大阪、福岡等、営業所が存在する。

## 製品

### モーター
主にサーボモーター、ステッピングモーター、ダイレクト駆動モーターなど各種モーターの製造販売する。
数としてはパチンコ、パチスロの分野では高いシェアを誇り、FA分野が多くを占める。そのほか、各種ロボット、航空宇宙防衛用途用、特に高信頼性が求められる人工衛星にも搭載されるものなども製造する。
特殊なものとしては、リニアモーター、球面モーター等の製造技術も有する。また、モーターの技術を応用した各種製品も手がけ、交流発電機などは、ホンダのF1に搭載されるなどしている。

### センサー

#### 角度センサー
角度センサー「レゾルバ」では、組み込み用としてシリーズ化した「スマートシン」や、「シングルシン」の他、高精度の角度を検出するシステムの販売も行う。その精度は非常に高く、同社がよく使う説明によると『東京タワーから大阪の名物、蟹看板』を仰ぎ見る角度を精密に検出できるといい、現在はそれ以上の精度のものが制作されている。また形状を工夫し、コンパクト化及びエンジンルームなどでの過酷な環境でも耐えうるVRレゾルバは、同社ブランド「シングルシン」として世界のハイブリッドカーすべてに搭載されている。（2007年3月現在）。また、電気ステアリングなどにも応用が進む。
そのほか、レゾルバ以外の、ガラスなどのディスクを使うロータリーエンコーダや、シンクロ等の回転角度検出器も製造する。

#### リニアセンサー
LVDT、作動変圧器を生産する。　直線的な位置を計測する、よくある直動シリンダによく似た外見の装置である。基本的な作動原理はレゾルバと同じもので、非常に高精度のものも制作している。

#### ジャイロ　慣性センサー
機械式のジャイロ他、ガスを利用したガスレートセンサー、光ファイバを利用した光ファイバジャイロおよびFOG、3軸リングレーザージャイロなどを制作している。
戦前から航空宇宙防衛分野を中心に供給していたが、現在はそれ以外の分野、自動車の姿勢制御から、土木分野まで、幅広く利用されている。
なお長野県の松川町にはJAE、日本航空電子の工場があり、ここでもジャイロが生産されている。これを合わせると、日本の航空防衛宇宙分野向けのジャイロのかなりの割合を、長野県の飯田下伊那地域で生産していることになり、隠れた特産品となっている。

### 航空防衛機器
先に挙げた製品の信頼性を上げる、品質保証などした製品では、ボーイングの航空機にも搭載されている。そのほかに、アセンブリ、コンポーネントとしての製品も数多く手がける。一例を挙げると、モータ、モータドライバ、電動アクチュエータ（モーターの回転を利用し直線、回転駆動する装置）、レバー等操縦制御装置から、一品ものの特殊機器まで、多種多様なものをほぼオーダーメードで製造する。
また防衛省(自衛隊)の次期哨戒機(P-X)、次期輸送機(C-X)、新戦車（10式戦車）計画等でも一部を担当している。
そのほかにも、空間安定機能(航空機や船舶、海に近い海岸や風の強い山など、揺れたり、方向が絶えず動く場所でも、振動や方向転換などを吸収し、一定の方向を見続ける、方向転換などする。カメラを乗せればジャイロカメラ、アンテナを乗せれば直線性の強い周波数をつかった高精度の中継装置となる)雲台をアトラスと名付け販売し、直接納入またはOEM含め、船舶向け等、非常に過酷な環境でつかわれるものについてはほぼ100%のシェアを誇る。航空機向けでも、ソフトウエアメーカと共同で航空機による映像測量システムなども手がける。

## 沿革
- 1938年 - 3月3日、東京市蒲田区で萩本博市により創立。
- 1942年 - 飯田工場（現在の本社、第一事業所）竣工。
- 1945年 - 終戦。戦後大幅な事業整理と、軍需依存の体質転換を図る。
- 1961年 - 社標を星型に「精」と入った旧来のものから、現在のローマ字をベースとした社標に変更。
- 1964年 - 大手鉄鋼メーカにシンクロ電機が全面的に採用。民需、FA分野への転機。
- 1967年 - 多相シンクロ多相レゾルバを開発。現在に続く高精度角度検出技術の転機。
- 1983年 - 長野県佐久市（当時の臼田町）64m電波望遠鏡用に高精度多極レゾルバを開発。その後高精度の角度検出システムを手がける。
- 1991年 -  青森県八戸市に多摩川精機株式会社を設立。同社はその後一部を本社に統合して、八戸ハイテックとなる。
- 1994年 - 本社を東京より長野県飯田市に移転。
- 1995年 - モーターの製造等を担当するカムテップ株式会社を設立。同社はその後第二事業所設立とともに第二事業所へ移転。
- 2003年 - 第2事業所を開設。
- 2005年 - ものづくり日本大賞経済産業大臣賞をハイブリッドカー用VRレゾルバで受賞。かねてから一部稼働中だった第3事業所を正式開設。
- 2006年 - 青森県南部町に福地工場を開設。
- 2006年 - 経済産業省による「元気なモノ作り中小企業300社」に選出。主にハイブリッドカー用VRレゾルバについて取り上げられる。
- 2006年 - 飯田市とパワーアップ協定締結。
- 2008年 - 三徳航空電装を子会社化、名称を多摩川エアロシステムズに変更
- 2013年 - 大森精工機を子会社化、名称を多摩川スカイプレシジョンに変更
- 2015年 - 第一事業所内の歴史館が移転し、第一事業所の隣に第一歴史館として開館。